# Recensement du Pakistan de 2017
Le recensement du Pakistan de 2017 a été mené du 15 mars au 25 mai 2017 et est la première enquête du genre depuis l'étude de 1998 et la sixième depuis la création du Pakistan en 1947. Il est réalisé avec six années de retard, en raison de l'annulation de l'étude de 2011, critiquée pour son manque de fiabilité. 

## Données détaillées

### Langue

#### Pendjab
| District        | Ourdou | Penjabi | Sindi  | Pachto | Balouche | Cachemiri | Saraiki | Hindko | Brahoui | Autres |
| --------------- | ------ | ------- | ------ | ------ | -------- | --------- | ------- | ------ | ------- | ------ |
| Attock          | 1,8 %  | 64,9 %  | 0,2 %  | 14,5 % | 0,1 %    | 0,3 %     | 0,4 %   | 16,5 % | 0,1 %   | 1,1 %  |
| Bahawalnagar    | 1,6 %  | 95,1 %  | <0,1 % | 0,3 %  | <0,1 %   | <0,1 %    | 2 %     | <0,1 % | <0,1 %  | 0,8 %  |
| Bahawalpur      | 5,7 %  | 25,1 %  | 0,2 %  | 0,6 %  | 0,1 %    | <0,1 %    | 67,1 %  | 0,4 %  | 0,1 %   | 0,8 %  |
| Bhakkar         | 7,1 %  | 10,2 %  | <0,1 % | 2,3 %  | 0,1 %    | <0,1 %    | 80 %    | <0,1 % | <0,1 %  | 0,2 %  |
| Chakwal         | 1,6 %  | 93,3 %  | 0,1 %  | 4,4 %  | <0,1 %   | 0,1 %     | 0,3 %   | 0,1 %  | <0,1 %  | 0,1 %  |
| Chiniot         | 3,9 %  | 94,6 %  | <0,1 % | 1,2 %  | <0,1 %   | <0,1 %    | 0,2 %   | <0,1 % | <0,1 %  | 0,1 %  |
| Dera Ghazi Khan | 2,6 %  | 0,7 %   | 0,1 %  | 0,8 %  | 14,7 %   | <0,1 %    | 81 %    | <0,1 % | <0,1 %  | 0,1 %  |
| Faisalabad      | 2 %    | 96,5 %  | <0,1 % | 0,7 %  | <0,1 %   | <0,1 %    | 0,6 %   | <0,1 % | <0,1 %  | 0,1 %  |
| Gujranwala      | 2,5 %  | 95,7 %  | 0,1 %  | 0,9 %  | <0,1 %   | 0,4 %     | 0,2 %   | 0,1 %  | <0,1 %  | <0,1 % |
| Gujrat          | 0,9 %  | 96,5 %  | 0,1 %  | 1,8 %  | <0,1 %   | 0,1 %     | 0,3 %   | 0,1 %  | <0,1 %  | <0,1 % |
| Hafizabad       | 2,2 %  | 96,3 %  | <0,1 % | 0,7 %  | <0,1 %   | 0,3 %     | 0,1 %   | <0,1 % | <0,1 %  | 0,3 %  |
| Jhang           | 4,1 %  | 94,1 %  | 0,1 %  | 0,6 %  | <0,1 %   | 0,3 %     | 0,5 %   | 0,1 %  | <0,1 %  | 0,3 %  |
| Jhelum          | 2,3 %  | 86,5 %  | 0,2 %  | 2,5 %  | <0,1 %   | 0,2 %     | 0,3 %   | 0,2 %  | <0,1 %  | 7,8 %  |
| Kasur           | 1,8 %  | 89,6 %  | 0,1 %  | 0,2 %  | <0,1 %   | 0,1 %     | 0,2 %   | <0,1 % | <0,1 %  | 10 %   |
| Khanewal        | 6,5 %  | 73,4 %  | <0,1 % | 1,2 %  | <0,1 %   | <0,1 %    | 18,6 %  | <0,1 % | <0,1 %  | 0,3 %  |
| Khushab         | 1 %    | 94,4 %  | <0,1 % | 1,7 %  | <0,1 %   | <0,1 %    | 1,7 %   | <0,1 % | <0,1 %  | 1 %    |
| Lahore          | 12,6 % | 80,9 %  | 0,1 %  | 2,7 %  | <0,1 %   | 0,2 %     | 1 %     | 0,6 %  | <0,1 %  | 1,8 %  |
| Layyah          | 2,8 %  | 27,8 %  | <0,1 % | 2,3 %  | 0,1 %    | <0,1 %    | 66,7 %  | 0,1 %  | <0,1 %  | 0,2 %  |
| Lodhran         | 9 %    | 15,6 %  | <0,1 % | 0,2 %  | <0,1 %   | <0,1 %    | 74,2 %  | 0,2 %  | <0,1 %  | 0,5 %  |
| Mandi Bahauddin | 1,7 %  | 96,5 %  | <0,1 % | 1,5 %  | <0,1 %   | <0,1 %    | 0,2 %   | <0,1 % | <0,1 %  | <0,1 % |
| Mianwali        | 2,8 %  | 9,3 %   | 0,2 %  | 11,5 % | <0,1 %   | <0,1 %    | 76,1 %  | <0,1 % | <0,1 %  | <0,1 % |
| Multan          | 16,2 % | 17,8 %  | 0,1 %  | 0,7 %  | 0,1 %    | <0,1 %    | 64,4 %  | 0,1 %  | 0,1 %   | 0,5 %  |
| Muzaffargarh    | 4,5 %  | 5,7 %   | 0,1 %  | 1,1 %  | 0,3 %    | <0,1 %    | 88,2 %  | <0,1 % | 0,1 %   | 0,1 %  |
| Narowal         | 1,7 %  | 97,2 %  | <0,1 % | 0,1 %  | <0,1 %   | <0,1 %    | 0,1 %   | <0,1 % | <0,1 %  | 0,8 %  |
| Nankana Sahib   | 0,4 %  | 98,8 %  | <0,1 % | 0,3 %  | <0,1 %   | <0,1 %    | 0,2 %   | <0,1 % | <0,1 %  | 0,2 %  |
| Okara           | N/C    |         |        |        |          |           |         |        |         |        |
| Pakpattan       | 2,5 %  | 96,9 %  | <0,1 % | 0,4 %  | <0,1 %   | <0,1 %    | 0,1 %   | <0,1 % | <0,1 %  | <0,1 % |
| Rahim Yar Khan  | 3 %    | 24,9 %  | 1,9 %  | 0,8 %  | 1,5 %    | <0,1 %    | 64,9 %  | 0,8 %  | 0,1 %   | 2 %    |
| Rajanpur        | 2,9 %  | 2,7 %   | 0,2 %  | 0,5 %  | 18,7 %   | <0,1 %    | 74,6 %  | <0,1 % | 0,1 %   | 0,1 %  |
| Rawalpindi      | 10,2 % | 68,7 %  | 0,2 %  | 10,9 % | 0,1 %    | 1,8 %     | 1 %     | 3,2 %  | 0,1 %   | 4 %    |
| Sahiwal         | 1,2 %  | 98 %    | <0,1 % | 0,5 %  | <0,1 %   | <0,1 %    | 0,1 %   | <0,1 % | <0,1 %  | 0,1 %  |
| Sargodha        | 4,3 %  | 94,1 %  | <0,1 % | 1,2 %  | <0,1 %   | 0,1 %     | 0,2 %   | <0,1 % | <0,1 %  | <0,1 % |
| Sheikhupura     | 1,3 %  | 97,1 %  | <0,1 % | 1,1 %  | <0,1 %   | <0,1 %    | 0,3 %   | 0,1 %  | <0,1 %  | 0,1 %  |
| Sialkot         | 2,5 %  | 94,9 %  | 0,1 %  | 1,3 %  | <0,1 %   | 0,1 %     | 0,3 %   | 0,1 %  | <0,1 %  | 0,8 %  |
| Toba Tek Singh  | 1 %    | 97,9 %  | <0,1 % | 0,4 %  | <0,1 %   | <0,1 %    | 0,3 %   | 0,1 %  | <0,1 %  | 0,2 %  |
| Vehari          | 5,1 %  | 74,7 %  | <0,1 % | 0,3 %  | <0,1 %   | <0,1 %    | 19,2 %  | <0,1 % | <0,1 %  | 0,6 %  |

#### Sind
| District             | Ourdou | Penjabi | Sindi  | Pachto | Balouche | Cachemiri | Saraiki | Hindko | Brahoui | Autres |
| -------------------- | ------ | ------- | ------ | ------ | -------- | --------- | ------- | ------ | ------- | ------ |
| Badin                | 0,8 %  | 3,4 %   | 94,1 % | 0,3 %  | 0,1 %    |           | 0,5 %   | 0,3 %  | 0,2 %   | 0,2 %  |
| Dadu                 | 0,5 %  | 0,6 %   | 97,8 % | <0,1 % | 0,2 %    | <0,1 %    | 0,6 %   | <0,1 % | 0,2 %   | <0,1 % |
| Ghotki               | 2,5 %  | 1,6 %   | 93,4 % | 0,3 %  | 0,6 %    | <0,1 %    | 1 %     | 0,2 %  | 0,1 %   | 0,1 %  |
| Hyderabad            | 42,6 % | 4,4 %   | 43,4 % | 3,2 %  | 0,8 %    | 0,1 %     | 1,2 %   | 0,7 %  | 0,4 %   | 3 %    |
| Jacobabad            | 0,5 %  | 0,5 %   | 88,6 % | 0,3 %  | 5,2 %    | <0,1 %    | 1,3 %   | 0,1 %  | 3,3 %   | 0,2 %  |
| Jamshoro             | 4,1 %  | 4 %     | 84,8 % | 2,8 %  | 1,9 %    | <0,1 %    | 1,4 %   | 0,4 %  | 0,3 %   | 0,2 %  |
| Karachi-Centre       | 70,8 % | 6,6 %   | 2,6 %  | 5,5 %  | 0,8 %    | 0,3 %     | 5,4 %   | 1,4 %  | 0,3 %   | 6,3 %  |
| Kashmore             | 0,3 %  | 0,4 %   | 94,3 % | 0,4 %  | 3 %      | <0,1 %    | 1 %     | <0,1 % | 0,3 %   | 0,1 %  |
| Khairpur             | 0,8 %  | 1,5 %   | 95,6 % | 0,2 %  | 0,5 %    | <0,1 %    | 0,7 %   | 0,1 %  | 0,4 %   | 0,1 %  |
| Larkana              | 0,5 %  | 0,3 %   | 97,2 % | <0,1 % | 0,3 %    | <0,1 %    | 0,5 %   | <0,1 % | 1 %     | 0,1 %  |
| Matiari              | 2,9 %  | 1,1 %   | 92,5 % | 0,3 %  | 1 %      | <0,1 %    | 1 %     | 0,7 %  | 0,2 %   | 0,5 %  |
| Mirpur Khas          | 12,2 % | 7,5 %   | 75,8 % | 0,7 %  | 1,2 %    | <0,1 %    | 0,7 %   | 0,2 %  | 0,3 %   | 1,3 %  |
| Naushahro Firoze     | 4,7 %  | 3,3 %   | 89,4 % | 0,1 %  | 0,4 %    | <0,1 %    | 0,8 %   | 0,2 %  | 1 %     | 0,1 %  |
| Shaheed Benazir Abad | 6,9 %  | 5,6 %   | 82,7 % | 0,4 %  | 1,4 %    | <0,1 %    | 1 %     | 0,2 %  | 1,6 %   | 0,3 %  |
| Qambar Shahdadkot    | 0,3 %  | 0,3 %   | 95,4 % | <0,1 % | 0,9 %    | <0,1 %    | 0,6 %   | <0,1 % | 2,3 %   | 0,1 %  |
| Sanghar              | 8,9 %  | 6,3 %   | 77,9 % | 0,9 %  | 1,4 %    | <0,1 %    | 1,2 %   | 0,4 %  | 1,2 %   | 1,6 %  |
| Shikarpur            | 1,2 %  | 0,4 %   | 92,5 % | 0,1 %  | 1,3 %    | <0,1 %    | 1 %     | <0,1 % | 3,4 %   | <0,1 % |
| Sukkur               | 9,2 %  | 3,1 %   | 83,6 % | 1 %    | 0,9 %    | <0,1 %    | 1,4 %   | 0,1 %  | 0,3 %   | 0,3 %  |
| Tando Allahyar       | 8,5 %  | 3,5 %   | 80,9 % | 0,7 %  | 1,5 %    | <0,1 %    | 1,3 %   | 0,5 %  | 0,3 %   | 2,6 %  |
| Tando Muhammad Khan  | 1,7 %  | 1,1 %   | 94,5 % | 0,4 %  | 0,1 %    | <0,1 %    | 0,5 %   | 0,5 %  | 0,3 %   | 0,9 %  |
| Tharparkar           | 0,2 %  | 0,3 %   | 98,7 % | <0,1 % | <0,1 %   | <0,1 %    | 0,2 %   | <0,1 % | 0,1 %   | 0,3 %  |
| Thatta               | 1,4 %  | 1,1 %   | 92,9 % | 1,3 %  | 1 %      | <0,1 %    | 0,7 %   | 0,2 %  | 1 %     | 0,3 %  |
| Umerkot              | 1,8 %  | 3 %     | 93,4 % | 0,4 %  | 0,2 %    | <0,1 %    | 0,4 %   | 0,2 %  | 0,1 %   | 0,4 %  |
| Sujawal              | 0,3 %  | 0,5 %   | 98 %   | 0,3 %  | <0,1 %   | <0,1 %    | 0,5 %   | <0,1 % | 0,3 %   | 0,1 %  |
| Karachi-Est          | 37,5 % | 13,3 %  | 11,6 % | 13,9 % | 2,3 %    | 0,6 %     | 8,4 %   | 3,3 %  | 0,4 %   | 8,8 %  |
| Karachi-Sud          | 25,6 % | 11,1 %  | 15,8 % | 10 %   | 10,7 %   | 0,5 %     | 3,7 %   | 5,1 %  | 0,6 %   | 17,1 % |
| Karachi-Ouest        | 33,7 % | 9,3 %   | 6,9 %  | 29,6 % | 4,8 %    | 0,4 %     | 3,8 %   | 5,9 %  | 1 %     | 4,5 %  |
| Korangi              | 61,3 % | 13,5 %  | 5,8 %  | 5,2 %  | 0,8 %    | 0,3 %     | 4 %     | 3,6 %  | 0,2 %   | 5,2 %  |
| Malir                | 12,9 % | 12,1 %  | 31,4 % | 19,4 % | 8,2 %    | 0,4 %     | 4 %     | 6,8 %  | 1,3 %   | 3,6 %  |

#### Baloutchistan
| District        | Ourdou | Penjabi | Sindi  | Pachto | Balouche | Cachemiri | Saraiki | Hindko | Brahoui | Autres |
| --------------- | ------ | ------- | ------ | ------ | -------- | --------- | ------- | ------ | ------- | ------ |
| Awaran          | 0,5 %  | 0,1 %   | 0,4 %  | 0,1 %  | 94,6 %   | 0,1 %     | <0,1 %  | <0,1 % | 4,2 %   | <0,1 % |
| Barkhan         | 0,3 %  | 0,3 %   | 0,5 %  | 1,5 %  | 94,8 %   | 0,1 %     | 0,7 %   | 0,1 %  | 0,1 %   | 1,7 %  |
| Kachhi          | 0,4 %  | 0,4 %   | 22,8 % | 0,7 %  | 44,5 %   | 0,1 %     | 18,4 %  | 0,1 %  | 12,5 %  | 0,2 %  |
| Chagai          | 0,4 %  | 0,4 %   | 0,2 %  | 1,9 %  | 76,1 %   | <0,1 %    | 0,5 %   | <0,1 % | 20,5 %  | <0,1 % |
| Dera Bugti      | 0,4 %  | 0,5 %   | 0,5 %  | 1,1 %  | 96 %     | 0,1 %     | 1,1 %   | <0,1 % | 0,1 %   | <0,1 % |
| Gwadar          | 0,6 %  | 1,7 %   | 1,2 %  | 1 %    | 93,7 %   | 0,1 %     | 0,3 %   | 0,2 %  | 0,7 %   | 0,4 %  |
| Harnai          | 0,6 %  | 0,8 %   | 1,4 %  | 83,5 % | 12,7 %   | 0,1 %     | 0,2 %   | 0,1 %  | 0,7 %   | 0,1 %  |
| Jafarabad       | 0,4 %  | 0,2 %   | 19,8 % | 0,6 %  | 48,6 %   | <0,1 %    | 15,4 %  | 0,2 %  | 14,3 %  | 0,3 %  |
| Jhal Magsi      | 0,2 %  | 0,1 %   | 14,3 % | 0,1 %  | 76,3 %   | <0,1 %    | 5,7 %   | <0,1 % | 3,3 %   | <0,1 % |
| Kalat           | 0,5 %  | <0,1 %  | 0,4 %  | 1,1 %  | 11,9 %   | <0,1 %    | 0,2 %   | <0,1 % | 85,7 %  | <0,1 % |
| Kech            | 0,3 %  | 0,1 %   | 0,6 %  | 0,1 %  | 97,6 %   | 0,3 %     | <0,1 %  | 0,1 %  | 0,9 %   | <0,1 % |
| Kharan          | 0,3 %  | <0,1 %  | 0,3 %  | 0,4 %  | 81,5 %   | 0,2 %     | 0,3 %   | 0,1 %  | 16,9 %  |        |
| Khuzdar         | 0,4 %  | 0,2 %   | 0,6 %  | 1,5 %  | 21,2 %   | 0,1 %     | 0,3 %   | <0,1 % | 75,6 %  | 0,1 %  |
| Killa Abdullah  | 0,4 %  | 0,2 %   | 0,2 %  | 97,8 % | 0,4 %    | 0,1 %     | 0,1 %   | 0,1 %  | 0,5 %   | <0,1 % |
| Killa Saifullah | 0,5 %  | 0,2 %   | 0,1 %  | 97,8 % | 0,2 %    | 0,1 %     | 0,2 %   | <0,1 % | 0,4 %   | 0,5 %  |
| Kohlu           | 0,2 %  | 0,2 %   | 0,6 %  | 5,1 %  | 93,1 %   | 0,1 %     | 0,2 %   | <0,1 % | 0,4 %   | 0,1 %  |
| Lasbela         | 0,5 %  | 0,7 %   | 22,1 % | 3 %    | 48,5 %   | 0,1 %     | 1 %     | 0,2 %  | 13 %    | 10,8 % |
| Loralai         | 0,9 %  | 0,9 %   | 0,4 %  | 90,4 % | 3,4 %    | 0,1 %     | 1,4 %   | 0,1 %  | 1,3 %   | 1,1 %  |
| Mastung         | 0,4 %  | 0,1 %   | 0,7 %  | 3 %    | 8 %      | <0,1 %    | 0,6 %   | <0,1 % | 85,9 %  | 1,2 %  |
| Musakhel        | 0,5 %  | <0,1 %  | <0,1 % | 83,3 % | 12,5 %   | 0,1 %     | 0,7 %   | <0,1 % | 0,2 %   | 2,5 %  |
| Nasirabad       | 0,3 %  | 0,2 %   | 21,2 % | 0,6 %  | 39,1 %   | <0,1 %    | 15,2 %  | 0,2 %  | 22,9 %  | 0,2 %  |
| Nushki          | 0,3 %  | 0,2 %   | 0,1 %  | 6,2 %  | 32,4 %   | <0,1 %    | 0,6 %   | <0,1 % | 60,1 %  | <0,1 % |
| Panjgur         | 0,7 %  | 0,1 %   | 0,6 %  | 0,2 %  | 97,5 %   | 0,2 %     | 0,1 %   | 0,1 %  | 0,5 %   | <0,1 % |
| Pishin          | 0,5 %  | 0,2 %   | 0,1 %  | 97,5 % | 0,3 %    | 0,1 %     | 0,1 %   | <0,1 % | 1,2 %   | <0,1 % |
| Quetta          | 2,3 %  | 4,6 %   | 1,6 %  | 55,9 % | 7,3 %    | 0,4 %     | 1,5 %   | 1,2 %  | 15,7 %  | 9,6 %  |
| Sherani         | 0,3 %  | <0,1 %  | <0,1 % | 99,2 % | <0,1 %   | 0,1 %     | <0,1 %  | <0,1 % | 0,2 %   | <0,1 % |
| Sibi            | 1,7 %  | 2,3 %   | 25,3 % | 11 %   | 38,2 %   | <0,1 %    | 17,8 %  | <0,1 % | 3,4 %   | 0,2 %  |
| Washuk          | 0,4 %  | <0,1 %  | 0,4 %  | 0,2 %  | 83,7 %   | 0,2 %     | <0,1 %  | <0,1 % | 15 %    | <0,1 % |
| Zhob            | 0,7 %  | 0,9 %   | 0,1 %  | 96 %   | 0,1 %    | 0,1 %     | 1,7 %   | 0,1 %  | 0,2 %   | <0,1 % |
| Ziarat          | 0,7 %  | 0,2 %   | 0,1 %  | 97,6 % | 0,5 %    | <0,1 %    | 0,4 %   | <0,1 % | 0,3 %   | 0,1 %  |
| Sohbatpur       | 0,1 %  | <0,1 %  | 12,5 % | 0,3 %  | 76,3 %   | <0,1 %    | 3,5 %   | <0,1 % | 6,7 %   | 0,2 %  |

#### Khyber Pakhtunkhwa
| District           | Ourdou | Penjabi | Sindi  | Pachto | Balouche | Cachemiri | Saraiki | Hindko | Brahoui | Autres |
| ------------------ | ------ | ------- | ------ | ------ | -------- | --------- | ------- | ------ | ------- | ------ |
| Abbottabad         | 2,5 %  | 1,2 %   | 0,2 %  | 6 %    | 0,2 %    | 0,5 %     | 0,2 %   | 86,6 % | 0,7 %   | 1,9 %  |
| Bannu              | 0,6 %  | 0,4 %   | 0,1 %  | 98,2 % | 0,1 %    | 0,1 %     | 0,2 %   | <0,1 % | 0,2 %   | <0,1 % |
| Battagram          | 0,3 %  | <0,1 %  | <0,1 % | 82,2 % | <0,1 %   | 0,1 %     | <0,1 %  | 2,9 %  | <0,1 %  | 14,3 % |
| Buner              | 0,3 %  | <0,1 %  | <0,1 % | 97,6 % | <0,1 %   | <0,1 %    | <0,1 %  | 0,9 %  | 0,1 %   | 0,9 %  |
| Charsadda          | 0,4 %  | <0,1 %  | <0,1 % | 99,1 % | <0,1 %   | <0,1 %    | <0,1 %  | <0,1 % | 0,1 %   | 0,2 %  |
| Chitral            | 0,2 %  | 0,2 %   | <0,1 % | 5,7 %  | <0,1 %   | 0,6 %     | <0,1 %  | 0,1 %  | <0,1 %  | 93,1 % |
| Dera Ismail Khan   | 2,1 %  | 0,5 %   | <0,1 % | 33 %   | <0,1 %   | <0,1 %    | 64,2 %  | <0,1 % | <0,1 %  | <0,1 % |
| Hangu              | 0,3 %  | 0,2 %   | <0,1 % | 98,9 % | <0,1 %   | <0,1 %    | <0,1 %  | <0,1 % | 0,2 %   | <0,1 % |
| Haripur            | 1,8 %  | 1,5 %   | 0,2 %  | 11,8 % | 0,2 %    | 0,5 %     | 0,2 %   | 80,8 % | 0,8 %   | 2,1 %  |
| Karak              | 0,4 %  | <0,1 %  | <0,1 % | 99,2 % | <0,1 %   | <0,1 %    | 0,1 %   | <0,1 % | 0,1 %   | <0,1 % |
| Kohat              | 1,3 %  | 1,3 %   | 0,2 %  | 82,2 % | 0,1 %    | 0,2 %     | 0,2 %   | 14,4 % | 0,2 %   | 0,1 %  |
| Kohistan           | 0,4 %  | <0,1 %  | <0,1 % | 7,1 %  | <0,1 %   | 0,4 %     | <0,1 %  | 0,1 %  | <0,1 %  | 91,9 % |
| Lakki Marwat       | 0,4 %  | 0,2 %   | 0,1 %  | 98,7 % | 0,1 %    | <0,1 %    | 0,3 %   | 0,2 %  | 0,1 %   | <0,1 % |
| Bas-Dir            | 0,3 %  | <0,1 %  | <0,1 % | 99,3 % | <0,1 %   | <0,1 %    | <0,1 %  | <0,1 % | 0,1 %   | 0,1 %  |
| Malakand           | 0,4 %  | 0,1 %   | <0,1 % | 98,4 % | 0,1 %    | <0,1 %    | 0,1 %   | <0,1 % | 0,1 %   | 0,8 %  |
| Mansehra           | 0,4 %  | 0,3 %   | 0,1 %  | 17 %   | 0,2 %    | 0,5 %     | <0,1 %  | 66,6 % | 0,6 %   | 14,3 % |
| Mardan             | 0,4 %  | 0,3 %   | <0,1 % | 98,3 % | <0,1 %   | <0,1 %    | 0,1 %   | 0,2 %  | 0,1 %   | 0,6 %  |
| Nowshera           | 1,1 %  | 2 %     | 0,2 %  | 92,8 % | <0,1 %   | 0,1 %     | 0,2 %   | 3,1 %  | 0,1 %   | 0,3 %  |
| Peshawar           | 2 %    | 1,1 %   | 0,1 %  | 90,2 % | 0,1 %    | 0,1 %     | 0,2 %   | 5,3 %  | 0,2 %   | 0,8 %  |
| Shangla            | 0,2 %  | <0,1 %  | <0,1 % | 96,8 % | <0,1 %   | <0,1 %    | <0,1 %  | <0,1 % | 0,1 %   | 2,7 %  |
| Swabi              | 0,4 %  | 0,6 %   | <0,1 % | 95,5 % | <0,1 %   | 0,1 %     | 0,1 %   | 2,9 %  | 0,1 %   | 0,3 %  |
| Swat               | 0,4 %  | 0,2 %   | 0,1 %  | 91,5 % | 0,1 %    | 0,1 %     | <0,1 %  | <0,1 % | 0,1 %   | 7,3 %  |
| Tank               | 0,5 %  | 0,2 %   | 0,2 %  | 81,9 % | 0,2 %    | 0,1 %     | 16,1 %  | 0,7 %  | 0,2 %   | <0,1 % |
| Haut-Dir           | 0,3 %  | <0,1 %  | <0,1 % | 90,8 % | <0,1 %   | <0,1 %    | <0,1 %  | <0,1 % | <0,1 %  | 8,6 %  |
| Torghar            | 0,2 %  | <0,1 %  | <0,1 % | 96,3 % | <0,1 %   | <0,1 %    | <0,1 %  | 1,5 %  | 0,1 %   | 1,7 %  |
| Bajaur             | 0,4 %  | <0,1 %  | 0,1 %  | 99,2 % | <0,1 %   | <0,1 %    | <0,1 %  | <0,1 % | 0,1 %   | <0,1 % |
| Khyber             | 0,5 %  | 0,2 %   | <0,1 % | 98,8 % | <0,1 %   | <0,1 %    | <0,1 %  | <0,1 % | 0,2 %   | <0,1 % |
| Kurram             | 0,6 %  | 0,2 %   | <0,1 % | 98,4 % | 0,1 %    | 0,1 %     | <0,1 %  | <0,1 % | 0,1 %   | 0,5 %  |
| Mohmand            | 0,5 %  | 0,1 %   | 0,1 %  | 98,8 % | 0,1 %    | <0,1 %    | 0,1 %   | <0,1 % | 0,2 %   | <0,1 % |
| Waziristan du Nord | 0,5 %  | 1,1 %   | 0,2 %  | 97,6 % | 0,1 %    | 0,1 %     | 0,1 %   | 0,1 %  | 0,1 %   | 0,1 %  |
| Orakzai            | 0,2 %  | 0,1 %   | <0,1 % | 99,6 % | <0,1 %   | <0,1 %    | <0,1 %  | <0,1 % | <0,1 %  | <0,1 % |
| Waziristan du Sud  | 0,6 %  | 0,4 %   | 0,2 %  | 96,6 % | 0,1 %    | 0,1 %     | 0,1 %   | <0,1 % | 0,2 %   | 1,8 %  |

### Religion

#### Pendjad
| District        | Islam  | Christianisme | Hindouisme | Ahmadisme | Autres |
| --------------- | ------ | ------------- | ---------- | --------- | ------ |
| Attock          | 99,5 % | 0,4 %         | <0,1 %     | <0,1 %    | <0,1 % |
| Bahawalnagar    | 99,6 % | 0,3 %         | 0,1 %      | 0,1 %     | <0,1 % |
| Bahawalpur      | 98,3 % | 0,5 %         | 1,1 %      | <0,1 %    | <0,1 % |
| Bhakkar         | 99,9 % | 0,1 %         | <0,1 %     | <0,1 %    | <0,1 % |
| Chakwal         | 99,7 % | 0,3 %         | <0,1 %     | <0,1 %    | <0,1 % |
| Chiniot         | 95,4 % | 0,2 %         | <0,1 %     | 4,4 %     | <0,1 % |
| Dera Ghazi Khan | 99,9 % | <0,1 %        | <0,1 %     | 0,1 %     | <0,1 % |
| Faisalabad      | 96,5 % | 3,4 %         | <0,1 %     | 0,1 %     | <0,1 % |
| Gujranwala      | 96,3 % | 3,6 %         | <0,1 %     | 0,1 %     | <0,1 % |
| Gujrat          | 99,1 % | 0,8 %         | <0,1 %     | 0,1 %     | <0,1 % |
| Hafizabad       | 99,1 % | 0,7 %         | <0,1 %     | 0,2 %     | <0,1 % |
| Jhang           | 99,7 % | 0,2 %         | <0,1 %     | 0,1 %     | <0,1 % |
| Jhelum          | 98,9 % | 1 %           | <0,1 %     | 0,1 %     | <0,1 % |
| Kasur           | 96,5 % | 3,5 %         | <0,1 %     | <0,1 %    | <0,1 % |
| Khanewal        | 98,3 % | 1,7 %         | <0,1 %     | <0,1 %    | <0,1 % |
| Khushab         | 99 %   | 0,8 %         | <0,1 %     | 0,2 %     | <0,1 % |
| Lahore          | 94,7 % | 5,1 %         | <0,1 %     | 0,1 %     | <0,1 % |
| Layyah          | 99,4 % | 0,5 %         | <0,1 %     | 0,1 %     | <0,1 % |
| Lodhran         | 99,8 % | 0,2 %         | <0,1 %     | <0,1 %    | <0,1 % |
| Mandi Bahauddin | 99,6 % | 0,3 %         | <0,1 %     | 0,1 %     | <0,1 % |
| Mianwali        | 99,5 % | 0,5 %         | <0,1 %     | <0,1 %    | <0,1 % |
| Multan          | 99,4 % | 0,5 %         | <0,1 %     | <0,1 %    | <0,1 % |
| Muzaffargarh    | 99,8 % | 0,2 %         | <0,1 %     | <0,1 %    | <0,1 % |
| Narowal         | 97,4 % | 2,2 %         | <0,1 %     | 0,3 %     | <0,1 % |
| Nankana Sahib   | 96,7 % | 3 %           | <0,1 %     | 0,2 %     | 0,1 %  |
| Okara           | 98,5 % | 1,4 %         | <0,1 %     | <0,1 %    | <0,1 % |
| Pakpattan       | 99,7 % | 0,3 %         | <0,1 %     | <0,1 %    | <0,1 % |
| Rahim Yar Khan  | 96,5 % | 0,3 %         | 3,2 %      | <0,1 %    | <0,1 % |
| Rajanpur        | 99,9 % | <0,1 %        | 0,1 %      | <0,1 %    | <0,1 % |
| Rawalpindi      | 98 %   | 1,9 %         | <0,1 %     | 0,1 %     | <0,1 % |
| Sahiwal         | 97,5 % | 2,4 %         | <0,1 %     | <0,1 %    | 0,1 %  |
| Sargodha        | 98,1 % | 1,8 %         | <0,1 %     | 0,1 %     | <0,1 % |
| Sheikhupura     | 96,1 % | 3,8 %         | <0,1 %     | 0,1 %     | <0,1 % |
| Sialkot         | 96 %   | 3,5 %         | <0,1 %     | 0,4 %     | <0,1 % |
| Toba Tek Singh  | 96,8 % | 3,1 %         | <0,1 %     | 0,1 %     | <0,1 % |
| Vehari          | 99,3 % | 0,7 %         | <0,1 %     | <0,1 %    | <0,1 % |

### Alphabétisation

#### Pendjad
| District        | Femme  | Homme  | Fille 10-14 ans | Garçon 10-14 ans | Total  |
| --------------- | ------ | ------ | --------------- | ---------------- | ------ |
| Attock          | 55,5 % | 78,7 % | 85,2 %          | 90,3 %           | 66,9 % |
| Bahawalnagar    | 44,7 % | 61,3 % | 71,8 %          | 78,7 %           | 53,1 % |
| Bahawalpur      | 41,9 % | 58,3 % | 65 %            | 70,9 %           | 50,3 % |
| Bhakkar         | 38,1 % | 65,1 % | 66,1 %          | 80,5 %           | 51,8 % |
| Chakwal         | 65,6 % | 84,6 % | 90,4 %          | 93,3 %           | 74,6 % |
| Chiniot         | 37,6 % | 62,1 % | 66,1 %          | 79,4 %           | 50 %   |
| Dera Ghazi Khan | 34,3 % | 59,2 % | 55,5 %          | 72,9 %           | 46,7 % |
| Faisalabad      | 64,8 % | 74,7 % | 83,5 %          | 84,8 %           | 69,8 % |
| Gujranwala      | 73 %   | 77,3 % | 91 %            | 88,9 %           | 75,2 % |
| Gujrat          | 74,5 % | 83,3 % | 93,6 %          | 93,2 %           | 78,7 % |
| Hafizabad       | 54,9 % | 68,7 % | 82,6 %          | 84,7 %           | 61,8 % |
| Jhang           | 42,9 % | 68,1 % | 72,9 %          | 82,8 %           | 55,6 % |
| Jhelum          | 72,2 % | 86,1 % | 91,8 %          | 92,7 %           | 78,9 % |
| Kasur           | 53,5 % | 67,5 % | 84,2 %          | 84,6 %           | 60,8 % |
| Khanewal        | 48 %   | 69 %   | 75,3 %          | 83,5 %           | 58,6 % |
| Khushab         | 44,6 % | 75,3 % | 75,2 %          | 88,2 %           | 59,8 % |
| Lahore          | 74,6 % | 79,2 % | 88,2 %          | 87 %             | 77,1 % |
| Layyah          | 46,7 % | 69,5 % | 76,2 %          | 86,2 %           | 58,2 % |
| Lodhran         | 38,1 % | 61,6 % | 69,7 %          | 79 %             | 49,9 % |
| Mandi Bahauddin | 63,1 % | 74,6 % | 89,4 %          | 90,1 %           | 68,6 % |
| Mianwali        | 44,4 % | 78,5 % | 72,5 %          | 89,8 %           | 61,3 % |
| Multan          | 52,8 % | 67,3 % | 76 %            | 80 %             | 60,2 % |
| Muzaffargarh    | 35,7 % | 58 %   | 63,6 %          | 74,3 %           | 47,1 % |
| Narowal         | 68 %   | 79,4 % | 92,4 %          | 90,5 %           | 73,5 % |
| Nankana Sahib   | 56,6 % | 70,6 % | 83,8 %          | 87,1 %           | 63,7 % |
| Okara           | 49,3 % | 66,7 % | 78,3 %          | 83,3 %           | 58,3 % |
| Pakpattan       | 42,7 % | 62,4 % | 71,3 %          | 78,4 %           | 52,7 % |
| Rahim Yar Khan  | 37,6 % | 55,3 % | 56,2 %          | 66,3 %           | 46,6 % |
| Rajanpur        | 23,5 % | 43,4 % | 39,2 %          | 56,9 %           | 33,8 % |
| Rawalpindi      | 76,8 % | 88 %   | 91,8 %          | 92,9 %           | 82,5 % |
| Sahiwal         | 53,4 % | 68,7 % | 77,2 %          | 82,2 %           | 61,1 % |
| Sargodha        | 56,9 % | 74,1 % | 83,5 %          | 87,5 %           | 65,5 % |
| Sheikhupura     | 62,9 % | 70,9 % | 86,1 %          | 85,3 %           | 67 %   |
| Sialkot         | 75,6 % | 80,4 % | 92,7 %          | 90,9 %           | 77,9 % |
| Toba Tek Singh  | 60,8 % | 73,9 % | 83 %            | 85,5 %           | 67,3 % |
| Vehari          | 45,5 % | 65,2 % | 72,7 %          | 80,1 %           | 55,4 % |

#### Sind
| District             | Femme  | Homme  | Fille 10-14 ans | Garçon 10-14 ans | Total  |
| -------------------- | ------ | ------ | --------------- | ---------------- | ------ |
| Badin                | 22,8 % | 43,8 % | 37,5 %          | 52,7 %           | 33,7 % |
| Dadu                 | 36 %   | 57,9 % | 51,3 %          | 61,9 %           | 47,3 % |
| Ghotki               | 23,4 % | 57,5 % | 36,8 %          | 64,4 %           | 40,9 % |
| Hyderabad            | 61,2 % | 69,9 % | 72,7 %          | 73,9 %           | 65,8 % |
| Jacobabad            | 22,8 % | 44,9 % | 38,1 %          | 51,1 %           | 34,1 % |
| Jamshoro             | 36,7 % | 55,1 % | 52,7 %          | 59,9 %           | 46,5 % |
| Karachi-Centre       | 81,1 % | 81,9 % | 87,5 %          | 85,4 %           | 81,5 % |
| Kashmore             | 18,6 % | 41,8 % | 29,2 %          | 46,6 %           | 30,6 % |
| Khairpur             | 35,5 % | 62,1 % | 55,7 %          | 70,9 %           | 49,2 % |
| Larkana              | 41,9 % | 65,3 % | 62 %            | 73,6 %           | 53,8 % |
| Matiari              | 30,5 % | 54,1 % | 46 %            | 60,6 %           | 42,6 % |
| Mirpur Khas          | 31,2 % | 52,9 % | 42,1 %          | 60,6 %           | 42,4 % |
| Naushahro Firoze     | 40,7 % | 66,2 % | 60,7 %          | 74,2 %           | 53,8 % |
| Shaheed Benazir Abad | 33,6 % | 59,4 % | 54,5 %          | 70,8 %           | 46,9 % |
| Qambar Shahdadkot    | 27,3 % | 48,6 % | 46,6 %          | 58,7 %           | 38,1 % |
| Sanghar              | 29,3 % | 52,7 % | 44 %            | 59,9 %           | 41,4 % |
| Shikarpur            | 28,8 % | 51,7 % | 40,8 %          | 52,6 %           | 40,5 % |
| Sukkur               | 42,8 % | 65,6 % | 56,9 %          | 68,5 %           | 54,7 % |
| Tando Allahyar       | 27,9 % | 48 %   | 40,2 %          | 55,4 %           | 38,2 % |
| Tando Muhammad Khan  | 22,3 % | 41 %   | 33,8 %          | 48,1 %           | 32 %   |
| Tharparkar           | 16,6 % | 42 %   | 29 %            | 47 %             | 29,8 % |
| Thatta               | 19,6 % | 35,4 % | 30,6 %          | 39,9 %           | 27,9 % |
| Umerkot              | 20,9 % | 48,4 % | 35,6 %          | 58,1 %           | 35,1 % |
| Sujawal              | 16,4 % | 33,1 % | 23,9 %          | 34,8 %           | 25,1 % |
| Karachi-Est          | 73,5 % | 78,3 % | 78,5 %          | 78,7 %           | 76 %   |
| Karachi-Sud          | 75,3 % | 80 %   | 88,7 %          | 87,9 %           | 77,8 % |
| Karachi-Ouest        | 60,9 % | 69,8 % | 77 %            | 78,8 %           | 65,6 % |
| Korangi              | 78,7 % | 81,6 % | 88,9 %          | 87,1 %           | 80,2 % |
| Malir                | 56,4 % | 69,9 % | 72,8 %          | 75,8 %           | 63,7 % |

#### Baloutchistan
| District        | Femme  | Homme  | Fille 10-14 ans | Garçon 10-14 ans | Total  |
| --------------- | ------ | ------ | --------------- | ---------------- | ------ |
| Awaran          | 15,9 % | 34,3 % | 33,8 %          | 45,6 %           | 25,5 % |
| Barkhan         | 16,6 % | 36,4 % | 29,8 %          | 46,8 %           | 27 %   |
| Kachhi          | 22,3 % | 42,4 % | 36 %            | 47,2 %           | 33 %   |
| Chagai          | 25,2 % | 47,5 % | 37,6 %          | 53 %             | 36,9 % |
| Dera Bugti      | 9,4 %  | 41,5 % | 21,1 %          | 45,7 %           | 26,6 % |
| Gwadar          | 41,3 % | 60,9 % | 73,6 %          | 79,6 %           | 52 %   |
| Harnai          | 20,3 % | 49,9 % | 34,1 %          | 56,2 %           | 36,2 % |
| Jafarabad       | 19,2 % | 41,7 % | 34,3 %          | 51,6 %           | 30,7 % |
| Jhal Magsi      | 14,6 % | 31,9 % | 27,1 %          | 40 %             | 23,5 % |
| Kalat           | 32,2 % | 50,4 % | 47,8 %          | 57,8 %           | 41,6 % |
| Kech            | 56,2 % | 68,2 % | 77,8 %          | 81 %             | 62,7 % |
| Kharan          | 25,5 % | 55,4 % | 43,2 %          | 63,1 %           | 40,9 % |
| Khuzdar         | 27,9 % | 43,2 % | 44,2 %          | 51 %             | 35,9 % |
| Killa Abdullah  | 26,8 % | 57,4 % | 41,5 %          | 64,3 %           | 42,9 % |
| Killa Saifullah | 21 %   | 43,2 % | 34,2 %          | 49,5 %           | 32,8 % |
| Kohlu           | 10,5 % | 25,9 % | 18 %            | 30,3 %           | 18,8 % |
| Lasbela         | 23,4 % | 44,6 % | 41,6 %          | 54,4 %           | 34,5 % |
| Loralai         | 21,3 % | 50,8 % | 34,4 %          | 58,7 %           | 37,2 % |
| Mastung         | 28,9 % | 49,7 % | 45,6 %          | 57,2 %           | 39,7 % |
| Musakhel        | 15,9 % | 34,5 % | 27,6 %          | 39,9 %           | 25,9 % |
| Nasirabad       | 13 %   | 33,2 % | 25 %            | 44,7 %           | 23,3 % |
| Nushki          | 38,5 % | 64 %   | 60 %            | 72,3 %           | 51,7 % |
| Panjgur         | 51,2 % | 66,7 % | 69,9 %          | 75,7 %           | 59,2 % |
| Pishin          | 36,2 % | 69 %   | 53,8 %          | 73,1 %           | 53 %   |
| Quetta          | 46,8 % | 69,6 % | 63,6 %          | 77 %             | 58,8 % |
| Sherani         | 15,4 % | 39,3 % | 25,4 %          | 41,4 %           | 28 %   |
| Sibi            | 32,9 % | 57,7 % | 52,9 %          | 64,4 %           | 46 %   |
| Washuk          | 16,8 % | 30,6 % | 29,3 %          | 38,1 %           | 23,9 % |
| Zhob            | 22 %   | 43,1 % | 34,4 %          | 44,7 %           | 33,4 % |
| Ziarat          | 31,4 % | 58,9 % | 49,9 %          | 68,8 %           | 45,4 % |
| Sohbatpur       | 18,1 % | 47,7 % | 34,5 %          | 61,1 %           | 33,2 % |

#### Khyber Pakhtunkhwa
| District           | Femme  | Homme  | Fille 10-14 ans | Garçon 10-14 ans | Total  |
| ------------------ | ------ | ------ | --------------- | ---------------- | ------ |
| Abbottabad         | 65,8 % | 86,4 % | 92,4 %          | 94,6 %           | 76,2 % |
| Bannu              | 27 %   | 68,1 % | 45,2 %          | 79,3 %           | 47,5 % |
| Battagram          | 19,4 % | 53,8 % | 40,7 %          | 68,1 %           | 36,3 % |
| Buner              | 29,4 % | 65,1 % | 61,5 %          | 84,3 %           | 46,8 % |
| Charsadda          | 35 %   | 66,2 % | 64,3 %          | 81,3 %           | 50,7 % |
| Chitral            | 51,8 % | 77,5 % | 85,7 %          | 93,2 %           | 64,7 % |
| Dera Ismail Khan   | 30,3 % | 57,4 % | 49,1 %          | 71,8 %           | 44,2 % |
| Hangu              | 22,5 % | 68,2 % | 41,3 %          | 79,4 %           | 43,6 % |
| Haripur            | 61,7 % | 83,1 % | 88,7 %          | 92,4 %           | 72,2 % |
| Karak              | 44,4 % | 84,4 % | 72,9 %          | 90,5 %           | 63,8 % |
| Kohat              | 41,5 % | 77,6 % | 65,7 %          | 89,1 %           | 59,3 % |
| Kohistan           | 8,6 %  | 32,9 % | 5,2 %           | 20,5 %           | 22 %   |
| Lakki Marwat       | 22,3 % | 67,8 % | 42,3 %          | 82,1 %           | 44,8 % |
| Bas-Dir            | 40,4 % | 75,3 % | 73,2 %          | 91,2 %           | 57,3 % |
| Malakand           | 49,5 % | 74,5 % | 84,4 %          | 91,9 %           | 61,8 % |
| Mansehra           | 50,4 % | 75,3 % | 79,2 %          | 88,2 %           | 62,6 % |
| Mardan             | 41,6 % | 71,9 % | 73,3 %          | 87,3 %           | 56,8 % |
| Nowshera           | 42,7 % | 72,8 % | 70,1 %          | 83,3 %           | 58,2 % |
| Peshawar           | 40,7 % | 68,6 % | 62,4 %          | 80,2 %           | 55 %   |
| Shangla            | 14,5 % | 51,7 % | 34,1 %          | 73,1 %           | 33,1 % |
| Swabi              | 44,4 % | 74 %   | 75,8 %          | 90,3 %           | 59,1 % |
| Swat               | 35,1 % | 65,3 % | 64,2 %          | 82,5 %           | 50,3 % |
| Tank               | 21,6 % | 60,5 % | 40,4 %          | 74,1 %           | 41,4 % |
| Haut-Dir           | 28,9 % | 64,8 % | 56,7 %          | 83,3 %           | 46,1 % |
| Torghar            | 9,1 %  | 39 %   | 26,7 %          | 60,4 %           | 23,9 % |
| Bajaur             | 11 %   | 48,7 % | 25,8 %          | 67,8 %           | 30 %   |
| Khyber             | 18,1 % | 65,1 % | 37,3 %          | 77,1 %           | 42 %   |
| Kurram             | 22,9 % | 59 %   | 48,3 %          | 77,6 %           | 40,4 % |
| Mohmand            | 12,8 % | 47,4 % | 27,4 %          | 64,8 %           | 30,4 % |
| Waziristan du Nord | 12,5 % | 60 %   | 23,5 %          | 73,5 %           | 36,6 % |
| Orakzai            | 15 %   | 60,6 % | 36 %            | 82,4 %           | 37,4 % |
| Waziristan du Sud  | 16,6 % | 50,4 % | 35,5 %          | 62,6 %           | 34,5 % |

### Scolarisation

#### Pendjab
| District        | Filles 5-9 ans | Garçons 5-9 ans | Total 5-9 ans | Filles 10-14 ans | Garçons 10-14 ans | Total 10-14 ans |
| --------------- | -------------- | --------------- | ------------- | ---------------- | ----------------- | --------------- |
| Attock          | 71,2 %         | 73,2 %          | 72,2 %        | 81 %             | 89,3 %            | 85,3 %          |
| Bahawalnagar    | 62,7 %         | 64,8 %          | 63,8 %        | 67,1 %           | 75,9 %            | 71,7 %          |
| Bahawalpur      | 53,8 %         | 56,6 %          | 55,3 %        | 62,2 %           | 69,5 %            | 66,1 %          |
| Bhakkar         | 58 %           | 63 %            | 60,6 %        | 59,3 %           | 77,9 %            | 69,1 %          |
| Chakwal         | 77,6 %         | 79,2 %          | 78,4 %        | 86,5 %           | 91,7 %            | 89,2 %          |
| Chiniot         | 55 %           | 59,6 %          | 57,4 %        | 61,6 %           | 78,6 %            | 70,6 %          |
| Dera Ghazi Khan | 53,4 %         | 63,4 %          | 58,7 %        | 49,1 %           | 68 %              | 59,1 %          |
| Faisalabad      | 67,5 %         | 68,5 %          | 68 %          | 81,7 %           | 83,3 %            | 82,5 %          |
| Gujranwala      | 76,7 %         | 76,4 %          | 76,5 %        | 89,6 %           | 86,9 %            | 88,2 %          |
| Gujrat          | 80,8 %         | 80,6 %          | 80,7 %        | 91,7 %           | 91,3 %            | 91,5 %          |
| Hafizabad       | 63,3 %         | 64 %            | 63,7 %        | 80 %             | 84,4 %            | 82,3 %          |
| Jhang           | 59,5 %         | 63,1 %          | 61,4 %        | 66,6 %           | 80,7 %            | 74 %            |
| Jhelum          | 76,8 %         | 77,4 %          | 77,1 %        | 89 %             | 91,9 %            | 90,5 %          |
| Kasur           | 74,7 %         | 75,1 %          | 74,9 %        | 81 %             | 82,8 %            | 81,9 %          |
| Khanewal        | 67,4 %         | 70,9 %          | 69,2 %        | 68,4 %           | 78,8 %            | 73,8 %          |
| Khushab         | 66 %           | 71,6 %          | 68,9 %        | 70 %             | 86,4 %            | 78,5 %          |
| Lahore          | 75,9 %         | 75,8 %          | 75,9 %        | 86,4 %           | 84,9 %            | 85,6 %          |
| Layyah          | 69,5 %         | 73,3 %          | 71,4 %        | 67,1 %           | 81,4 %            | 74,6 %          |
| Lodhran         | 64,8 %         | 68 %            | 66,5 %        | 62,6 %           | 74,2 %            | 68,7 %          |
| Mandi Bahauddin | 76,9 %         | 77,2 %          | 77,1 %        | 85,6 %           | 87,2 %            | 86,4 %          |
| Mianwali        | 67,6 %         | 75,7 %          | 71,8 %        | 65,2 %           | 86,3 %            | 76,2 %          |
| Multan          | 68 %           | 70 %            | 69 %          | 70 %             | 76,1 %            | 73,2 %          |
| Muzaffargarh    |                |                 |               |                  |                   |                 |
| Narowal         |                |                 |               |                  |                   |                 |
| Nankana Sahib   |                |                 |               |                  |                   |                 |
| Okara           |                |                 |               |                  |                   |                 |
| Pakpattan       |                |                 |               |                  |                   |                 |
| Rahim Yar Khan  |                |                 |               |                  |                   |                 |
| Rajanpur        |                |                 |               |                  |                   |                 |
| Rawalpindi      |                |                 |               |                  |                   |                 |
| Sahiwal         |                |                 |               |                  |                   |                 |
| Sargodha        |                |                 |               |                  |                   |                 |
| Sheikhupura     |                |                 |               |                  |                   |                 |
| Sialkot         |                |                 |               |                  |                   |                 |
| Toba Tek Singh  |                |                 |               |                  |                   |                 |
| Vehari          |                |                 |               |                  |                   |                 |